# Magda Lima
Magda Rejane Falcão de Lima (* 6. November 1968 in Fortaleza) ist eine ehemalige brasilianische Beachvolleyballspielerin.

## Karriere
Der größte Erfolg der 1993 beginnenden dreijährigen Zusammenarbeit von Magda Lima und Adriana Behar war der Gewinn einer Bronzemedaille bei ihrem ersten Open in Santos. Die beiden standen eine Saison später sowohl in Carolina Beach als auch in Rio de Janeiro ebenfalls in der Vorschlussrunde und gehörten bei allen weiteren Auftritten mit Ausnahme ihres letzten gemeinsamen Events immer zu den zwölf besten Duos. Nach zwei Veranstaltungen 1996 an der Seite von Cubana Conceicao Costa wechselte die in der Hauptstadt des Bundesstaates Ceará geborene Sportlerin zu Siomara de Souza, mit der sie beim letzten Turnier vor der ersten offiziellen FIVB Weltmeisterschaft den geteilten fünften Rang erreichte. Die Brasilianerinnen eliminierten bei der WM in der Runde der besten sechzehn Beachpaare das deutsche Duo Friedrichsen / Müsch und sicherten sich so den Einzug ins Viertelfinale. Magda trat in der Folgezeit mit verschiedenen Partnerinnen  bei den Wettbewerben der internationalen Beachserie an. Mit Tatiana Minello, mit der sie 1999 und 2000 bei insgesamt drei Turnieren an den Start ging, erreichte sie in Vitória den neunten Platz und mit Adriana Bento beim einzigen Mal, bei dem sie auf der gleichen Seite des Netzes standen, in ihrer Heimatstadt den geteilten fünften Rang. Nach dem Grand Slam in Marseille 2002 an der Seite von Claudia beendete Magda Lima ihre Karriere.